# 豆つぶほどの小さないぬ
豆つぶほどの小さないぬ（まめつぶほどのちいさないぬ）は、1960年（昭和35年）に講談社から出版されたファンタジー小説。佐藤さとる（佐藤暁）著、若菜珪挿絵。コロボックル物語シリーズ第2作、『だれも知らない小さな国』の続編。ISBN 4061190768

## あらすじ
前作で主人公だった「せいたかさん」は父親となり、娘が1人生まれている。妻は、前作で「おちび先生」と呼ばれていた幼稚園の先生である。名前も「ママ先生」となっている。今回の話は「せいたかさん」の連絡係をしている「クリノヒコ」の目線で展開されている。
長らく死に絶えたと思われていた「マメイヌ」を探し出すために、クリノヒコをはじめとする若いコロボックルたちが活躍する話である。
また、前作で登場した「ヒイラギノヒコ」などのコロボックルたちは、それぞれ国内で重要な役職についており、コロボックル小国のリーダーとしてクリノヒコたちを温かく見守っている。

## 登場人物

### コロボックル（小人）
ぼく（クリノヒコ＝風の子）今回の主人公。せいたかさんの連絡係。コロボックル通信社の通信員。
クルミノヒメ＝オチビママ先生の新しい連絡係。素早い身のこなしで気が強い。前作の連絡係（ハギノヒメ）は，ヒイラギノヒコの奥さんになる。
スギノヒコ＝フエフキクリノヒコの親友。「くまんばち隊」の隊員。荒っぽい性格。コロボックル通信社の通信員。
カエデノヒコ＝ハカセ医者の勉強をしている。コロボックル通信社の通信員。
ヤナギノヒコ＝ネコ小学校で子供達に狩りの仕方を教えている。無口で控えめな性格。コロボックル通信社の通信員
サクラノヒコ＝サクランボ地下工場の見習い技師でツバキノヒコの一番弟子。マメイヌを捕まえる罠を作り上げる。コロボックル通信社の通信員
ヒイラギノヒコ前作ではせいたかさんの連絡係。コロボックル小国の世話役（大統領）
ツバキノヒコ前作ではヒイラギノヒコ同様せいたかさんの連絡係。本作では地下工場の技師長。世話役の相談役（大統領補佐官）。別名「ツバキの技師」
エノキノヒコ前作ではヒイラギノヒコ同様せいたかさんの連絡係。本作では校長先生。世話役の相談役。別名「エノキノデブ先生」

### 人間
せいたかさんコロボックルの味方第1号。前作の主人公。電気技師。
ママ先生コロボックルの味方第2号。前作では幼稚園の先生。その後，せいたかさんと結婚。
おチャメコロボックルの味方第3号になる予定（第3弾「星からおちた小さな人」でコロボックルの正体を知る）。せいたかさんとママ先生の娘（幼児）。
エク坊「マメイヌ」使いの子孫。小学生。第3弾「星からおちた小さな人」では中学生になって登場。

## 関連書籍
- 「だれも知らない小さな国」
- 「星からおちた小さな人」
- 「ふしぎな目をした男の子」
- 「小さな国のつづきの話」
- 「コロボックル物語〈別巻〉小さな人のむかしの話」

## 書誌情報
- 1980年版 - 講談社青い鳥文庫、ISBN 4061470337
- 1982年版 - 佐藤さとるファンタジー全集  ２  豆つぶほどの小さないぬ　講談社、ISBN 4061190768
- 1985年版 - 新版  コロボックル物語　講談社、ISBN 4061470353